# Squawk Box
Squawk Box is sinds 1995 een programma op de nieuwszender CNBC. Van Squawk Box bestaan versies in de drie respectievelijke hoofdregio's van CNBC: Europa, Azië en de Verenigde Staten.

## Versies van Squawk Box

### Europa
In Europa wordt Squawk Box gepresenteerd door Geoff Cutmore, Steve Sedgwick en Karen Tso. Bij het begin van elk halfuur worden de hoofdpunten getoond. Behalve om 9 uur, omdat dan de opening van de Europese markt plaatsvindt. In het begin wordt ook steeds de zogenaamde "Squawk Box Overnight Indicator" getoond, waarop te zien is hoe de Amerikaanse markt is gesloten. Squawk Box wordt gepresenteerd in Londen.

### Azië
In Azië wordt Squawk Box gepresenteerd door voornamelijk Bernard Lo en Emily Tan. Ook hier worden bij elk halfuur de hoofdpunten getoond, gevolgd door een update van de Aziatische markten. Verder nog zijn reporters Kaori Enjoji in Tokio, June Yoon in Seoel en Matthew Taylor in Sydney. De sluiting in Amerika wordt ook hier getoond, maar ook in het programma ervoor, "The Rundown". Bernard Lo presenteert uit Hongkong.

### Verenigde Staten
In Noord-Amerika zijn de presentatoren Joe Kernen, Becky Quick en Andrew Ross Sorkin. Hier worden elk uur de hoofdpunten, de Amerikaanse futures, en de Europese markten getoond. Squawk Box vindt hier plaats in het Time-Life Building, in New York.